# Raionul Codâma
Raionul Codâma (în ucraineană Кодимський район) este unul din cele 26 raioane administrative din regiunea Odesa din Ucraina, cu reședința în orașul Codâma. A fost înființat în anul 1979 în componența RSS Ucrainene. Începând din anul 1991, acest raion face parte din Ucraina independentă.

## Geografie
Raionul se învecineazǎ cu Republica Moldova în vest, regiunea Vinnița în nord, cu raionul Balta în est și raionul Bârzula în sud. Este situat în podișul Podoliei (altitudinile maxime variază între 250 – 390 m), din care cauză relieful raionului este unul deluros. Distanța până la centrul regiunional, Odesa este de 232 km.
Clima temperat-continentalǎ este specifică raionului cu o temperatură medie a lunii ianuarie de -4.3 °C, a lunii iulie +20.2 °C, temperatura medie anualǎ +8.3 °C.

## Demografie
Componența lingvistică a raionului Codâma
     Ucraineană (95,48%)
     Rusă (3,42%)
     Alte limbi (0,95%)
Conform recensământului din 2001, majoritatea populației raionului Codâma era vorbitoare de ucraineană (95,48%), existând în minoritate și vorbitori de rusă (3,42%).
La 1 octombrie 2011 populația raionului era de 30,603 persoane. În total există 26 de așezări.
Potrivit recensământului ucrainean din 2001, populația raionului era de 34,788 locuitori. Structura etnică:
| Grup etnic            | Populație | % Procentaj |
| --------------------- | --------- | ----------- |
| Ucraineni             | 33,000    | 94.8%       |
| Ruși                  | 1,000     | 2.9%        |
| Moldoveni (declarați) | 600       | 1.6%        |
| Belaruși              | 100       | 0.2%        |